# Hale Center
Hale Center és una ciutat a l'estat de Texas. Segons el cens del 2000 tenia 2.263 habitants.

## Demografia
Segons el cens del 2000, Hale Center tenia 2.263 habitants, 798 habitatges, i 572 famílies. La densitat de població era de 801,6 habitants per km².
Dels 798 habitatges en un 37,3% hi vivien nens de menys de 18 anys, en un 57% hi vivien parelles casades, en un 9,4% dones solteres, i en un 28,3% no eren unitats familiars. En el 26,7% dels habitatges hi vivien persones soles el 17% de les quals corresponia a persones de 65 anys o més que vivien soles. El nombre mitjà de persones vivint en cada habitatge era de 2,78 i el nombre mitjà de persones que vivien en cada família era de 3,41.
Per edats la població es repartia de la següent manera: un 31,9% tenia menys de 18 anys, un 8,4% entre 18 i 24, un 24,9% entre 25 i 44, un 17,1% de 45 a 60 i un 17,7% 65 anys o més.
L'edat mediana era de 33 anys. Per cada 100 dones de 18 o més anys hi havia 86,9 homes.
La renda mediana per habitatge era de 28.240 $ i la renda mediana per família de 32.138 $. Els homes tenien una renda mediana de 24.318 $ mentre que les dones 16.359 $. La renda per capita de la població era de 12.873 $. Aproximadament el 17% de les famílies i el 19,2% de la població estaven per davall del llindar de pobresa.

## Poblacions properes
El següent diagrama mostra les poblacions més properes.